# Sorry You're Not a Winner/OK Time for Plan B
Sorry You're Not a Winner/OK Time for Plan B è il secondo singolo degli Enter Shikari, pubblicato il 29 ottobre 2006. È il primo singolo estratto dal loro album di debutto Take to the Skies e il primo singolo fisico da loro pubblicato.

## Descrizione
Contiene i due brani che danno il titolo al disco, estratti dall'album di debutto della band Take to the Skies, e una demo intitolata The Feast, poi scartata dalla lista tracce finale dell'album. La stessa demo è stata successivamente inserita nella raccolta The Zone.
Per Sorry You're Not a Winner è stato anche realizzato un video ufficiale, diretto e filmato da Alex Smith durante una festa a casa del bassista Chris Batten, il 23 agosto 2006.
Nel 2007 Sorry You're Not a Winner è stato candidato al premio come miglior singolo ai Kerrang! Awards. Quest'ultimo brano, particolarmente amato dai fan del gruppo, rimane negli anni un punto fisso nelle setlist dei concerti degli Enter Shikari anche a distanza di anni, tanto che nel brano di chiusura del quarto album della band, The Mindsweep del 2015, viene inserito parte del suo ritornello.

## Tracce
Testi di Rou Reynolds, musiche degli Enter Shikari.
CD, download digitale
1. Sorry You're Not a Winner – 4:00
2. OK Time for Plan B – 5:05
3. The Feast (Demo) – 2:51

Vinile 7"
Lato A
1. Sorry You're Not a Winner – 4:00

Lato B
1. OK Time for Plan B – 5:05

## Formazione
- Rou Reynolds – voce, tastiera, sintetizzatore, programmazione
- Rory Clewlow – chitarra, cori
- Chris Batten – basso, voce secondaria
- Rob Rolfe – batteria, percussioni

## Classifiche
| Classifica (2006) | Posizione massima |
| ----------------- | ----------------- |
| Regno Unito       | 114               |